# Coro del yunque
El Coro del yunque, Coro di zingari (en italiano "Coro de gitanos"), es un coro del acto 2, escena 1 de la ópera Il trovatore de Giuseppe Verdi de 1853. Muestra a gitanos españoles golpeando sus yunques al amanecer, cantando alabanzas al trabajo duro, al buen vino y a las gitanas. La pieza también es generalmente conocida por sus palabras iniciales, "Vedi! Le fosche".
Thomas Baker escribió Il Trovatore Quadrille (1855) para piano, que incluye un movimiento basado en este coro. Similarmente, el pianista y compositor Charles Grobe escribió variaciones al coro para piano en 1857. Un arreglo de swing de Jerry Gray para la orquesta de Glenn Miller alcanzó el puesto 3 de las listas de la revista Billboard en Estados Unidos, en 1941. El tema melódico también sirvió de inspiración para una composición para ensemble de swing y acordeón de John Serry Sr. en 1956 (ver Squeeze Play (album)).
En ¿Quién le teme a Virginia Woolf?, película de 1966 de Mike Nichols, George (Richard Burton) pone un trozo de una versión instrumental del coro en la tornamesa del bar.

## Libreto en italiano y traducción en español
| Zingari e zingare: Vedi! Le fosche notturne spoglie De' cieli sveste l'immensa volta; Sembra una vedova che alfin si toglie i bruni panni ond'era involta. All'opra! all'opra! Dàgli, martella. Chi del gitano i giorni abbella? La zingarella! Uomini: Versami un tratto; lena e coraggio Il corpo e l'anima traggon dal bere. Tutti: Oh guarda, guarda! del sole un raggio Brilla più vivido nel mio [tuo] bicchiere! All'opra, all'opra! Chi del gitano i giorni abbella? La zingarella! | Gitanos y gitanas: ¡Mirad! Los restos de las sombras nocturnas, de los cielos desnuda queda la inmensa bóveda Parece una viuda que al fin se quita los oscuros paños donde estaba envuelta ¡Al trabajo, al trabajo! ¡Golpea! ¡Martillea! ¿Quién embellece los días del gitano? ¡La gitanilla! Hombres: Sírveme un trago, fuerza y coraje el cuerpo y el alma obtienen del beber. Todos: ¡Oh, mira, mira! Del sol un rayo brilla más vívido en mi vaso ¡Al trabajo, al trabajo! ¿Quién embellece los días del gitano? ¿Quién, quién, quién embellece los días del gitano? ¡La gitanilla! |